# Andrzej Przybielski
Andrzej Grzegorz Przybielski, né le 9 aout 1944 et décédé le 9 février 2011 à Bydgoszcz (Pologne), est un trompettiste de jazz polonais lié à la scène avant-garde jazz et free jazz.

## Carrière
Diplômé de l’École Technique de Bydgoszcz, Andrzej Przybielski fait ses débuts dans le jazz traditionnel, et joue avec Bogdan Ciesielski et Jacek Bednarek dans un groupe nommé « Traditional Jazz Group ». Jusqu'au milieu des années 1960, il joue du cornet à pistons et de la trompette dans des styles blues et dixie, ayant comme modèles Dizzy Gillespie et Miles Davis.
En 1968, avec « Trio Gdansk »  il  gagne le concours « Jazz nad Odrą » (Jazz au bord de l’Odra). En 1969, avec « Formacja Muzyki Współczesnej » (Formation de la Musique Moderne), il participe au Festival « Jazz Jamboree ».
Il  a composé pour le Théâtre national de Warszawa, Le Théâtre Perfomer à Zamość, la scène du Théâtre Witkacy à Zakopane. Il a coopéré avec des musiciens tels que: Helmut Nadolski, Jacek Bednarek, Andrzej Kurylewicz, Czesław Niemen, Tomasz Stańko, Stanisław Sojka, Adam Hanuszkiewicz, Wanda Warska, les frères Marcin et Bartłomiej Oleś, Tymon Tymański, Wojciech Konikewicz, Józef Skrzek. Il a été coleader et coauteur des groupes Sesja, Big Band Free Cooperation et Acoustic Action.
Au début des années 1990, dans sa ville natale, Bydgoszcz, il fonde son propre groupe et le baptise « Asocjacja Andrzeja Przybielskiego » (l’Association d’Andrzej Przybielski), composé des musiciens suivants: Karol Szymanowski (vibraphone), Andrzej Kujawa (basse), Józef Eljasz (percussions). Une année plus tard, il forme un autre groupe avec Grzegorz Nadolny (basse) et Grzegorz Daroń (percussions). L’Association, qui fut le principal projet d’auteur de l’artiste, a été très active, dans la même composition jusqu’à la fin de sa vie, donnant de nombreux concerts dans toute la Pologne et tout autour de l’Europe.
Il a par ailleurs contribué à la scène Yass. On pouvait l’écouter dans le club « Mózg » (Le Cerveau) à Bydgoszcz, en compagnie des groupes « Sing Sing Penelope » et « NRD », notamment.
Andrzej Przybielski est décédé le 9 février 2011. Il a été inhumé au cimetière municipal de Bydgoszcz le 15 février 2011.
Le 9 février 2012, jour du premier anniversaire du décès de l'artiste, Zdzisław Pająk a publié sa biographie « Maluj muzykę, bracie. Andrzej Przybielski 1944-2011 » (Peins la musique, mon frère).

## Discographie
- Jazz Jamboree 1969 - Andrzej Przybielski Quartet « Żeberówka » (1969, composition No 2)
- Jazz Jamboree 1970 - Andrzej Kurylewicz Contemporary Music Formation & Wanda Warska (1970, compositions No 3 à 6)
- Andrzej Kurylewicz - Musique pour le théâtre et la télévision (1970, Muza SXL 0831)
- Czesław Niemen – Niemen vol. 2 « Marionetki » (Marionnettes) (1973)
- Iga Cembrzynska & Session 72 - Four dialogues with conscience (1973)
- SBB – « Sikorki » (Mésanges) (1973-1975)
- SBB – « Wicher w polu dmie » (Bourrasque à midi) (1973-1975)
- Niobe – spectacle TV (1975)
- Andrzej Przybielski/Aleksander Korecki - « Lykantropia » (Lycanthropie) - animation de Piotr Dumała (1981)
- Przybielski/Mitan/Kurtis/Litwiński/Trzciński/Wegehaupt/Zgraja - Musique du spectacle théâtral « Księga Hioba » (Le livre de Jacob) (1981)
- Stanisław Sojka – « Sojka Sings Ellington » (1982)
- Zbigniew Lewandowski - « Zbigniew Lewandowski » (1983, Poljazz PSJ 128)
- Helmut Nadolski - « Jubileuszowa Orchestra » (L'Orchestre du Jubilé) (1983, Alma Art -001)
- Andrzej Przybielski – « W sferze dotyku » (Dans le domaine du toucher) (1984)
- Andrzej Mitan - « W Świetej racji » (1984, Alma Art -003)
- Bieżan/Dziubak/Mitan/Nadolski/Przybielski – « Klub Muzyki Nowej Remont » (Club de la nouvelle musique Remont) (1984)
- Przedstawienie Hamleta we wsi Głucha Dolna – spectacle TV (1985)
- Free Cooperation – « Taniec Słoni » (La danse des éléphants) (1985)
- Green Revolution – musique du film « Na całość » (1986)
- Free Cooperation – In the Higher School (1986, Poljazz PSJ 188)
- Tomasz Stańko – Peyotl Witkacy (1988)
- Stanisław Sojka – « Radioaktywny » (Radioactif) (1989)
- Free Cooperation – Our Master's Voice (1989, Poljazz PSJ 186)
- Kciuk - « A little wing » (1990, Arston ALP 050)
- T.Love - « Pocisk miłości » (Projectile d'amour) (1991)
- Variété – Variété (1993)
- Stół Pański – « Gadające drzewo » (L'arbre bavard) (1997)
- Mazzoll, Kazik et  Arythmic Perfection – Rozmowy S catem (1997)
- Maestro Trytony – Enoptronia (1997)
- Tribute to Miles Orchestra – Live - Akwarium, Warszawa (1998)
- Stanisław Sojka & Andrzej Przybielski – Sztuka błądzenia (L'art de l'errance) (1999-2000)
- Custom Trio – Free Bop (2000)
- The Ślub – Pierwsza (Première) (2000)
- Andy Lumpp Trio & Andrzej Przybielski – Music From Planet Earth (2000)
- Mazzoll - « Muzyka dla supersamów » (Musique pour supermarché) (2000)
- Custom Trio (Andrzej Przybielski/Marcin et Bartłomiej Oleś/Janusz Smyk) – Live (2001)
- Tymon Tymański & The Waiters – Theatricon Plixx (2001)
- KaPeLa Trio & Andrzej Przybielski – Barwy przestrzeni (Les teintes de l'espace) (2002) - non publié
- The Ślub – « Druga » (Seconde) (2002) - non publié
- Orkiestra Świętokrzyska (Orchestre de la Sainte Croix) – « Wykłady z Geometrii Muzyki » (Conférences sur la géométrie de la Musique) (2003)
- Andy Lumpp Trio & Andrzej Przybielski – Musica Ex Spiritu Sancto (2003)
- Konikiewicz/Przybielski – Antyjubileusz (Anti-jubilé) (2003) - non publié
- United Power of Fortalicje – Live - Teatr Performer, Zamość (2003) - non publié
- Transtechnologic Orchestra (Przybielski, Konikiewicz) 2CD – Live - Teatr Mały, Warszawa (2003) - non publié
- Andrzej Przybielski/Marcin Oleś/Brat Oleś – musique du spectacle théâtral télévisé « Pasożyt » (Parasite) (2003)
- Andrzej Przybielski/Marcin Oleś/Brat Oleś – Abstract (2005, Not Two Records MW 761-2)
- Asocjacja Andrzeja Przybielskiego (Association de Andrzej Przybielski avec Andrzej Przybielski à la trompette, Yura Ovsiannikow au saxophone, Grzegorz Nadolny à la basse et Grzegorz Daroń  aux percussions) - « Sesja Open » (2005) - publié le 16 août 2011 par l'Office Culturel Municipal de la ville de Bydgoszcz à l'occasion du concert à la mémoire de Andrzej Przybielski.
- Green Grass - Blues dla Majki (Blues pour Majka) (2007)
- Sing Sing Penelope et Andrzej Przybielski – Stirli People (2010, Monotype Records 022)
- The Ślub – Trzeciak (2010) - non publié
- Question Mark – Laboratory (2010)
- Andrzej Przybielski/Marcin Oleś/Brat Oleś – De Profundis (2011)
- Andrzej Przybielski/Jacek Mazurkiewicz/Paweł Osicki - « Tren Żałobny » (Train funèbre) (2011)
- The Ślub – Bella Provincia (2014, ForTune 0024)[4]

## Reconnaissance
Andrzej Przybielski a été fait Chevalier de la Krzyż Orderu Odrodzenia Polski (Croix de l'Ordre de la Renaissance de la Pologne), à titre posthume, le 14 février 2011.